# Helmut Poppendick

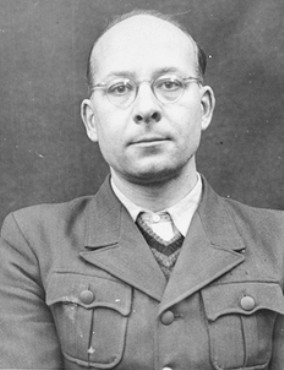
Helmut Poppendick während der Nürnberger Prozesse

Helmut Poppendick (* 6. Januar 1902 in Hude; † 11. Januar 1994 in Oldenburg) war ein deutscher Mediziner. Er war Chef des Persönlichen Stabs beim Reichsarzt SS und Polizei und wurde als Angeklagter im Nürnberger Ärzteprozess 1947 zu zehn Jahren Haft verurteilt.

## Leben
Poppendick legte 1919 an der Oberrealschule Oldenburg das Abitur ab und studierte anschließend Medizin an den Universitäten Göttingen, München und Berlin. In Berlin bestand er im Dezember 1926 das Staatsexamen und erhielt am 1. Februar 1928 die ärztliche Approbation. Nach vier Jahren als Assistenzarzt, überwiegend an der I. Medizinischen Klinik der Charité, erhielt der promovierte Mediziner 1932 die Facharztzulassung als Internist. Nach einigen Monaten als Rettungsarzt der Stadt Berlin war Poppendick von Juni 1933 bis Oktober 1934 Oberarzt am dortigen Virchow-Krankenhaus.
Poppendick trat zum 1. März 1932 der NSDAP (Mitgliedsnummer 998.607) sowie im selben Jahr der SS bei (SS-Nummer 36.345) und erreichte zuletzt den Rang eines SS-Oberführers. Nach der nationalsozialistischen „Machtergreifung“ erhielt er eine einjährige Ausbildung als „Rassenhygieniker“ am Kaiser-Wilhelm-Institut für Anthropologie. Im Reichsinnenministerium diente er als Adjutant von Arthur Julius Gütt und war Stabsleiter im SS-Amt für Bevölkerungspolitik und Erbgesundheitspflege, welches 1937 ins SS-Rasse- und Siedlungshauptamt (RuSHA) aufging. Im RuSHA leitete Poppendick eine Hauptabteilung im Sippenamt und war zudem Stabsführer.
Anfang des Zweiten Weltkrieges wurde Poppendick zum Heer eingezogen und war als Adjutant einer Sanitätsabteilung am deutschen Angriff im Westen beteiligt. Im Januar 1941 wurde er vom Militärdienst freigestellt und leitete ab dann den wissenschaftlichen Dienst beim Reichsarzt der SS, Ernst-Robert Grawitz. Bereits zum 1. August 1939 war Poppendick mit der gesamten ärztlichen Hauptabteilung des RuSHA zum Reichsarzt der SS gewechselt. Seit November 1941 in die Waffen-SS übernommen, wurde Poppendick im März 1943 von Grawitz zum Chef seines persönlichen Stabes ernannt. Noch im Februar 1945 leitete Poppendick als federführender Versuchsleiter ein Gesuch von Ludwig Werner Haase weiter, acht zum Tode verurteilte Häftlinge im KZ Neuengamme für Menschenversuche bereitzustellen, bei denen mit Todesfällen zu rechnen sei. Heinrich Himmler versagte jedoch seine Zustimmung.
Nach Kriegsende gehörte Poppendick zu den Angeklagten des Nürnberger Ärzteprozesses. Er wie auch seine Mitangeklagten Joachim Mrugowsky und Karl Gebhardt gehörte zu einer Gruppe von SS-Ärzten, die Grawitz unterstellt gewesen war. Im Prozess versuchte Poppendick, seine Funktion unter Grawitz herunterzuspielen, und sah sich zu Unrecht in Vertretung von Grawitz angeklagt, der bei Kriegsende Suizid begangen hatte. Für seine Mitgliedschaft in einer für verbrecherisch erklärten Organisation wurde er am 20. August 1947 im Nürnberger Ärzteprozess zu einer zehnjährigen Haftstrafe verurteilt. Das Gericht hielt es für erwiesen, dass Poppendick von nahezu allen Versuchen, die in der Zeit des Nationalsozialismus in Konzentrationslagern an Häftlingen durchgeführt worden waren, Kenntnis hatte, sah jedoch keine strafrechtlich relevante Verantwortung gegeben.
Nach der Haftentlassung am 1. Februar 1951 aus dem Kriegsverbrechergefängnis Landsberg arbeitete Poppendick als Internist in Oldenburg, ab 1957 mit Kassenzulassung.